# Dynastie MacCarthy
Pour les articles homonymes, voir Mccarthy.
Pour les diverses écritures des noms (d’origine écossaise ou irlandaise) comportant le préfixe Mac ou Mc, voir Mac (préfixe).
 (septembre 2017).
Si vous disposez d'ouvrages ou d'articles de référence ou si vous connaissez des sites web de qualité traitant du thème abordé ici, merci de compléter l'article en donnant les références utiles à sa vérifiabilité et en les liant à la section « Notes et références ».
MacCarthy (irlandais Mac Cárthaigh), également Macarthy, McCarthy ou McCarty, est un clan gaélique irlandais originaire du Munster, une région sur laquelle ils règnent pendant le moyen âge.  Il était et continue d'être divisé entre différentes grands branches qui constituent le clan Carthy. Les dynasties des MacCarthy Reagh, MacCarthy de Muskerry, et MacCarthy de Duhallow sont les plus importantes après la lignée principale des MacCarthy Mór.
Leur nom signifie « fils de Cárthach » (dont la signification est aimant), qui est un nom de personne commun originaire d'Irlande. Comme patronyme en langue anglaise la forme McCarthy prévaut.  On trouve également plusieurs variantes comme McCarty (plus utilisée en Amérique du Nord) ainsi que Carthy et Carty (bien que cette forme soit également l'anglicisation d'un nom autre nom
, Ó Cárthaigh).  Les gens qui portent ce nom en Irlande vivent encore à 60 % dans le Comté de Cork où cette famille était puissante au Moyen Âge. Les armoiries des MacCarthy sont « D’argent au cerf passant de gueules, ramé de dix cors, les bois et les sabots d’or ».

## Origine
La filiation de la maison MacCarthy, historique mais incomplète, remonte à Óengus mac Nad Froích (+ 489), prince de Cashel, 1er roi chrétien de Munster, baptisé par Saint-Patrick à Cashel au milieu du Ve siècle.
Une filiation plus solide débute avec Cellachán Caisil, (+ 954), roi de Munster de la lignée des Eóganachta Caisil et son fils Donnchad mac Cellacháin (+ en 963). L'origine du nom est Carthach, petit-fils de Donnchad mac Cellacháin mort en 1045 dans un incendie délibérément allumé par un rival du Dál gCais.
L’histoire du Munster avant l’invasion anglo-normande des années 1170 est celle de la rivalité entre les MacCarthy, descendants des Eóganachta Caisil qui régnaient sur le Desmond et les O’Brien, la lignée des chefs des Dál gCais originaire du Thomond qui avaient pris le titre de roi de Munster et même d'Ard rí Érenn.
Carthach était l'un des rivaux du légendaire Brian Boru Son fils prit pour nom Muireadhach Mac Carrthaig (Muireadhach, fils de Carthach), une pratique courante. Muireadhach (anglicisé en « Murray ») est mort en 1092. Ses fils, Tadg (mort en 1124) et Cormac (mort en 1138), ont adopté « Mac Carrthaig » plus tard (anglicisé en MacCarthy) comme nom de famille. En 1118 l'Ard rí Érenn Toirdelbach Ua Conchobair afin d'affaiblir les O'Brien qui prétendaient au titre d'Ard ri, procède à une division du Munster en Desmond et Thomond, Tadhg fut le premier roi de Desmond, constitué des comtés modernes de Cork et de Kerry.
Le clan des McCarthy fut chassé de Cashel et de ses terres traditionnelles de la vallée de Tipperary ("Golden Valee") au milieu du XIIe siècle.

## Rois de Desmond
Pendant presque cinq siècles, la maison MacCarthy et son clan a régné sur le Desmond, avec quatre branches distinctes :
- MacCarthy-Mor, qui contrôlaient en propre le sud de l'actuel comté de Kerry, depuis les rives nord du lac Killarney.

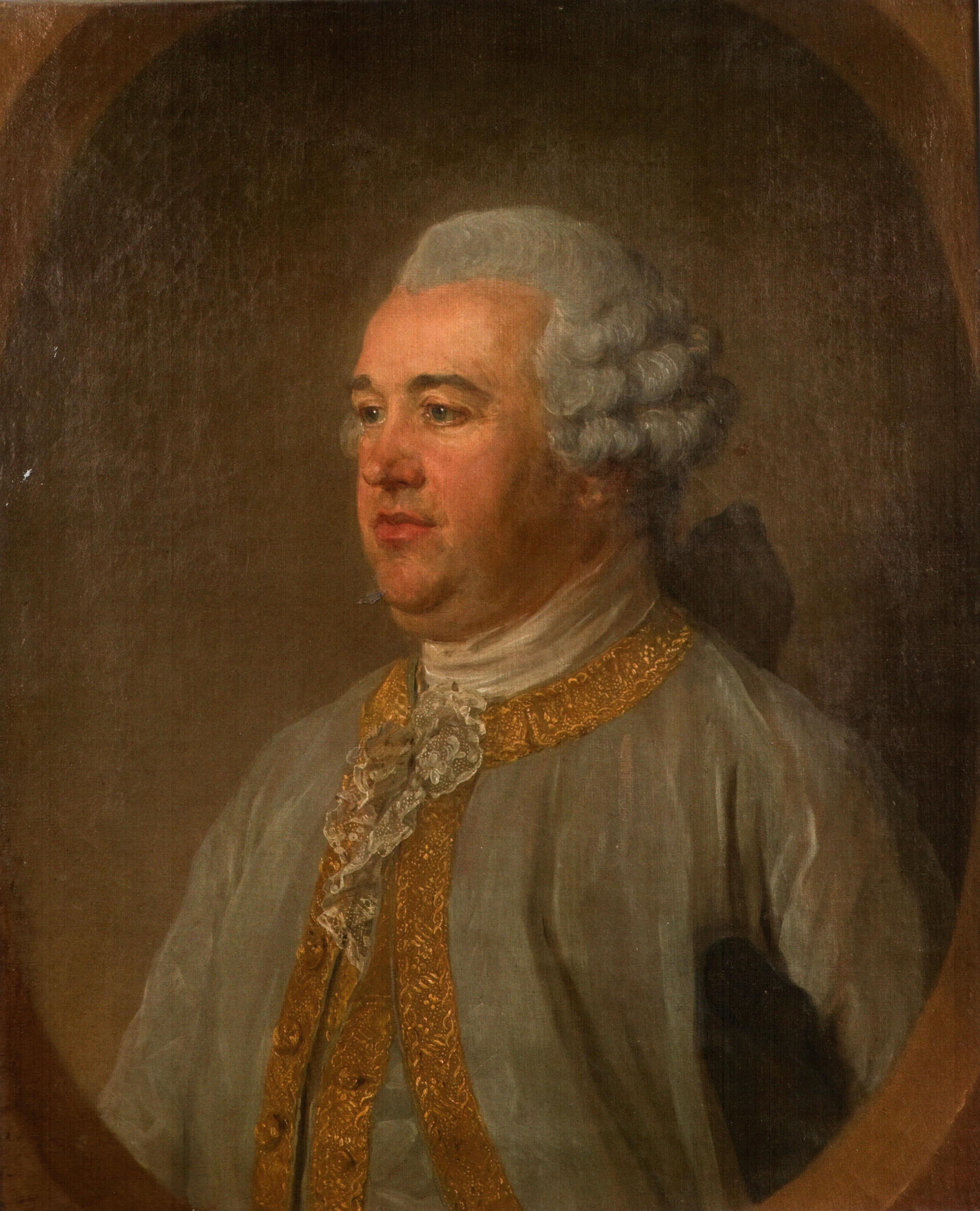
Dennis MacCarthy, négociant installé à Bordeaux.

Leur chef était "The MacCarthy-Mor" (le grand MacCarthy), chef de tous les MacCarthy, roi de Desmond (1118-1394), puis chef (alias comte) du Clan Carthy et prince des irlandais de Desmond (1394 – 1603), abbé de Muckross. Le dernier chef incontestable du clan fut Donal MacCarthy Mor, comte de Glencar (alias de Clancare ou Clan Carthy) et baron de Valentia en 1565.
- MacCarthy-Reagh, qui régnaient sur le fief de Carbery, dans le sud-ouest de l'actuel comté de Cork.

Leur chef était "The MacCarthy-Reagh" (ou MacCarthy Riabhach, "gris"), prince de Carbery (1262 – 1603), lord de Kilbrittain, abbé de Timoleague. C'est à cette branche qu'appartenaient les comtes (de) MacCarthy-Reagh, fixés à Toulouse au XVIIIe siècle, et les vicomtes de Timoleague (1610), auteurs des vicomtes de MacCarthy, de la Rochelle, et des comtes MacCarthy, de Bordeaux.
- MacCarthy-Muskerry, qui dominaient l'ouest de l'actuel comté de Cork.

Leur chef était le Lord de Muskerry, baron de Muskerry (1522), puis vicomte de Muskerry et baron de Blarney (1628), comte de Clancarthy (1658), abbé de Kilcrea. C'est à cette branche qu'appartenait Justin MacCarthy, Lord Mountcashel, vicomte de Mountcashel et baron de Castle Inchy (1689), puis duc de Mountcashel (1690, titre non régularisé), général et premier chef de la fameuse brigade irlandaise, mort de ses blessures en France en 1694 .
- MacCarthy-Mac Donogh, qui contrôlaient le nord-ouest de l'actuel comté de Cork.

Leur chef était le Lord de Duhallow, lord de Kanturk.
Chacune de ces familles a résisté aux envahisseurs normands et anglais jusqu'au XVIIe siècle où, comme pratiquement toute l'aristocratie gaélique, elles ont presque tout perdu.
Il y a de nombreuses références aux MacCarthy dans les annales, particulièrement les « Annales d'Inisfallen ». Cárthach était le fils de Saorbreathach, un nom gaélique anglicisé en Justin, et qui sous cette forme a été continuellement porté par diverses branches des MacCarthy au cours des siècles. Un autre prénom aussi lié à McCarthy est Finghin, anglicisé en Fineen, mais depuis quelques siècles, pour une obscure raison, Florence (familièrement Flurry) a été employé dans la forme anglaise. Depuis le XIIIe siècle, lorsqu'en 1261 Fineen MacCarthy écrasa les Geraldines, jusqu'à aujourd'hui, les Fineen ou Florence MacCarthy et les Justin MacCarthy ont été nombreux parmi les nombreux hommes célèbres de l'histoire militaire, politique et culturelle irlandaise. Jusqu'à la dissolution de la principauté de Desmond en 1596, à la mort de Donal MacCarthy Mor, comte de Glencar, la couronne fut, de façon héréditaire, la possession des MacCarthy-Mor par la loi de Tanistrie.
Cormac Mac Cárthaigh (+ 1138), roi de Desmond de 1123 à sa mort, puis roi de Munster de 1127 à sa mort, érigea la chapelle du rocher de Cashel entre 1127 et 1134. Il fut traitreusement tué par un O’Brien et en 1139 le clan Carthy fut chassé du nord Munster par les O’Brien. Son fils Diarmait mac Cormaic (1098 + 1185), roi de Desmond, fut le premier MacCarthy vassal de la couronne d’Angleterre, en 1172.
Cependant, Domnall Mór mac Diarmata (vers 1135 + 1206), roi de Desmond, fils de Diarmait, combattit vigoureusement les anglo-normands qui tentaient de s'établir dans son royaume. Il les battit à de multiples reprises et infligea une défaite complète au maréchal d’Angleterre, William de Pembrocke, dans le comté de Limerick en 1196, s’emparant même de la ville de Limerick et reprenant brièvement le contrôle de la ville de Cork. Selon les Annales d'Inisfallen « Il ne se soumit jamais aux étrangers ». Après sa mort, une longue période de rivalités pour la couronne de Desmond, jusqu’en 1262, s’achève par un partage de facto du royaume, avec l'autonomie de la principauté de Carbery.
Toutefois, l'apogée du pouvoir médiéval des MacCarthy-Mor se situe sous les règnes de Cormac mac Domnaill Óic (1271 + 1359), roi de Desmond de 1307 à sa mort, et de son fils Domhnall Óg Mac Carthaigh Mór (1303 + 1391), roi de Desmond de 1359 à sa mort. Cormac Óic était contemporain et rival de Maurice FitzGerald (+ 1355), créé comte de Desmond par le roi d’Angleterre en 1329.
Domhnall Mac Carthaigh Mór, principal prince irlandais du sud de l’île, épousa Joanna Fitz Gerald fille de Maurice FitzGerald 2e comte de Desmond. Leur fils Tadhg na Mainistreach mac Domhnaill Óig, surnommé "du Monastère" fut le dernier roi de Desmond, titre auquel il renonça en octobre 1394 lors de son hommage à Richard II, roi d'Angleterre, son suzerain, étant désormais désigné comme "the MacCarthy-Mor (le grand MacCarthy), chef (alias comte ou capitaine) du Clan Carthy et prince des Irlandais de Desmond". C’est à partir de son règne que la puissance des lords de Muskerry commence à émerger. En octobre 1394 il doit se rendre à Waterford pour prêter hommage à Richard II d'Angleterre, son suzerain, qui le fait renoncer au titre de roi de Desmond. Il se fait désormais appeler "Le MacCarthy Mór » (ou "le grand MacCarthy"), chef (alias capitaine ou comte) du Clan Carthy, prince des Irlandais de Desmond". Au XVe siècle Domhnall an Dána mac Taidhg, fonde l’abbaye de Muckross (ou Irelagh), près des lacs de Killarney, monastère qui devint la nécropole et le siège du pouvoir des MacCarthy-Mór
Le domaine des MacCarthy Mór se composait des actuelles baronnies d’Iveragh, de Dunkerron nord et de Magunihy, soit plus de 400 000 acres. Ils étaient en outre suzerains des O'Sullivan (baronnies de Dunkerron sud, de Glanarouth, de Bear et de Bantry, soit encore plus de 400 000 acres) et des MacCarthy lords de Duhallow et de Muskerry. Seuls les MacCarthy-Reagh, princes de Carbery, refusaient allégeance.
À son avènement en 1485, le roi Henri VII d'Angleterre, jouant sur les rivalités du clan, cesse de considérer le chef (ou comte) du Clan Carthy comme son unique vassal irlandais du Desmond, reconnaissant Finghin MacCarthy-Reagh (14.. + 1505), prince de Carbery, et Cormac Laidir (1411 + 1494), lord de Muskerry, comme ses vassaux directs, officialisant ainsi l'émancipation des lords de Carbery et de Muskerry par rapport aux MacCarthy-Mor.
Au XVIe siècle, le Clan Carthy disposait en temps de guerre de plus de 7 000 hommes.
Au XVIIe siècle les MacCarthy-Mor, Reagh et Muskerry commandaient chacun leur régiment d'infanterie, la branche de Muskerry ayant même deux régiments sous James II (Clancarthy et Mountcashel).

### Sources
- (en) T.W Moody, F.X. Martin et F.J. Byrne, A New History of Ireland IX Maps, Genealogies, Lists. A companion to Irish History part II, Oxford, Oxford University Press, 2011, 690 p. (ISBN 978-0-19-959306-4).
- (en) Francis John Byrne, Irish Kings and High-Kings, Dublin, Courts Press History Classics, 2001 (ISBN 1-851-82-196-1).
- (en) W.F. Butler, The Pedigree and Succession of the House of Mac Carthy Mór, with a Map, vol. 11, The Journal of the Royal Society of Antiquaries of Ireland, 1921, chap. 1, pp. 32–48. JSTOR, www.jstor.org/stable/25514588. Consulté le  29 avril 2020.
- (en) Goddard Henry Orpen (Introduction de Seán Duffy), Ireland under the Normands 1169-1333, Dublin, Four Courts Press (réédition), 2005, 633 p. (ISBN 9781846828188)